# Nathalie Tackling
Nathalie M. Tackling (Aruba) is een Sint Maartens juriste, advocate en politica. Sinds 26 november 2024 is zij minister van Justitie van Sint Maarten namens de Soualiga Action Movement (SAM).

## Leven en werk
Nathalie Tackling werd geboren op Aruba als dochter van Carol Anne Mendes en Ronald Tackling. Op jonge leeftijd verhuisde ze met haar ouders naar Sint Maarten, waar ze opgroeide en haar middelbare school voltooide aan het Milton Peters College. Vervolgens studeerde zij rechten in Nederland en de Verenigde Staten. Zij behaalde twee mastertitels in de rechtsgeleerdheid: een in handels- en ondernemingsrecht aan de Universiteit Maastricht, en een in intellectueel eigendomsrecht aan de George Washington-universiteit in Washington D.C. Haar masterthesis richtte zich op biotechnologische patenten, in het bijzonder op de positie van menselijke genetische informatie binnen bestaande intellectuele-eigendomsrechten.
Na haar terugkeer naar Sint Maarten begon Tackling haar loopbaan als civielrechtelijk advocaat en vervolgens als ondernemingsrechtadvocaat bij VanEps Kunneman VanDoorne. In 2016 maakte zij de overstap naar de Raad van Advies van Sint Maarten, waar ze zich bezighield met wetgeving en constitutionele vraagstukken. Zij is tevens oprichter van de eerste gratis juridische hulpbalie in Caribisch Nederland: de Saba Legal Aid Desk, waarmee ze tweemaal per maand gratis juridische bijstand verleende aan inwoners van Saba.
In april 2020 richtte ze haar eigen kantoor op, Tackling Law, gericht op zowel de particuliere als de publieke sector. Naast haar juridisch werk was zij voorzitter van de Kiesraad van Sint Maarten en werd zij in 2023 benoemd tot voorzitter van het Algemeen Pensioenfonds Sint Maarten (APS), waarvan ze sinds 2021 bestuurslid was.
In september 2024 aanvaardde Tackling een aanbod van de Soualiga Action Movement (SAM) om de portefeuille van minister van Justitie op zich te nemen in een nieuw kabinet, nadat deze portefeuille aan SAM was toegekend in het coalitieakkoord. Zij werd op 26 november 2024 beëdigd als minister van Justitie in het tweede kabinet-Mercelina. Sinds haar aantreden zet zij zich onder meer in voor het verkleinen van de achterstand in verblijfsvergunningaanvragen (meer dan 800 vergunningen gevalideerd binnen enkele maanden) en voor de hervorming van het gevangenis- en humanitaire systeem, onder andere via internationale samenwerking met het Europees Hof voor de Rechten van de Mens.